# Nino D'Angelo vol.2
Nino D'Angelo vol.2 è il secondo album in studio  di Nino D'Angelo, del 1977.

## Tracce
1. Pronto mammà
2. Biglietto d'addio
3. Guaglione e culleggio
4. Cacciuttella
5. Martinelli Mario
6. Promessi sposi
7. L'urdemo natale 'e papà mio
8. Ma chi to fà fà
9. Nun fa l'indifferente
10. Anema mia
11. Domenica In
12. Na sera 'e vierno